# Ubuntu (filosofia)
Ubuntu é uma noção existente  nas línguas Zulu e xhosa -  línguas Bantu do grupo ngúni,  faladas pelos povos da África Subsaariana.
Na África do Sul, a noção de Ubuntu ligou-se também à história da luta contra o Apartheid e inspirou Nelson Mandela na promoção de uma política de reconciliação nacional. Muitos anos antes, quando Mandela criou a liga da juventude da ANC, em 1944, a noção já estava presente na filosofia de John Mbiti e no manifesto do movimento: "Ao contrário do  homem branco, o africano quer o universo como um todo orgânico que tende à harmonia e no qual as partes individuais existem somente como aspectos da  unidade universal".

## Aspectos éticos
A palavra Ubuntu, não traduzível diretamente, no entanto nessa tentativa seria "humanidade para com os outros". Exprime a consciência da relação entre o indivíduo e a comunidade. Segundo o arcebispo anglicano Desmond Tutu, autor de uma teologia ubuntu "a minha humanidade está inextricavelmente ligada à sua humanidade". Essa noção de fraternidade implica compaixão e abertura de espírito e se opõe ao narcisismo e ao individualismo.
Nelson Mandela também explica esse ideal (ver vídeo):
| “ | Respeito. Cortesia. Compartilhamento. Comunidade. Generosidade. Confiança. Desprendimento. Uma palavra pode ter muitos significados. Tudo isso é o espírito de Ubuntu. Ubuntu não significa que as pessoas não devam cuidar de si próprias. A questão é: você vai fazer isso de maneira a desenvolver a sua comunidade, permitindo que ela melhore? | ” |

Na tradição sul-africana, a reconciliação se exprime através do ubuntu ou humanismo, que inclui valores como a  compaixão e a comunhão - valores  que orientaram a Comissão Verdade e Reconciliação e serviram como base para a formulação dos objetivos nacionais de reconstrução e reconciliação. J.Y. Mokgoro, juiz da Corte Constitutional da África do Sul mostrou que esse princípio filosófico fundamental marcou de maneira determinante o direito constitucional do país, desde a constituição provisória de 1993 e está presente na lei fundamental n° 34, de 1995, sobre a Promoção da Unidade Nacional e da Reconciliação:
"[…] A Constituição estipula que a busca da unidade nacional, o bem-estar de todos os cidadãos sul-africanos e a paz exigem a reconciliação entre os habitantes da África do Sul e a reconstrução da sociedade."
Segundo o Arcebispo Desmond Tutu:
| “ | Uma pessoa com Ubuntu está aberta e disponível para as outras, apoia as outras, não se sente ameaçada quando outras pessoas são capazes e boas, com base em uma autoconfiança que vem do conhecimento de que ele ou ela pertence a algo maior que é diminuído quando outras pessoas são humilhadas ou diminuídas, quando são torturadas ou oprimidas. | ” |

Portanto o conceito exprime a crença na comunhão que conecta toda a humanidade: "sou o que sou graças ao que somos todos nós".

## Valores e princípios do Ubuntu
No coração do Ubuntu, encontramos valores e princípios que desempenham um papel essencial na construção de laços sociais sólidos e na promoção da coexistência pacífica. Solidariedade é um valor que está enraizado nas comunidades africanas, onde a noção de "eu" é inseparável do "nós". Essa disposição de apoiar uns aos outros e compartilhar recursos é o que sustenta a coesão social e ajuda a superar desafios comunitários. A solidariedade é um lembrete constante de que nossas ações individuais têm impacto coletivo e que, ao estendermos a mão ao próximo, fortalecemos todo o tecido social.

## Aspectos religiosos
Louw (1998) sugere que o conceito do Ubuntu define um indivíduo em termos de seus relacionamentos com os outros, e enfatiza a importância como um conceito religioso, assentado na máxima Zulu umuntu ngumuntu ngabantu (uma pessoa é uma pessoa através de outras pessoas), que aparentemente parece não ter conotação religiosa na sociedade ocidental. No contexto africano, isso sugere que o indivíduo se caracteriza pela humanidade com seus semelhantes e através da veneração aos seus ancestrais. Assim, aqueles que compartilham do princípio do Ubuntu no decorrer de suas vidas continuarão em união com os vivos após a sua morte.

## Aspectos políticos
Ubuntu é visto como um dos princípios fundamentais da nova república da África do Sul e está intimamente ligado à ideia da Renascença Africana. No Zimbabwe, Ubuntu tem sido usado como forma de resistência à opressão existente no país. Na esfera política, o conceito do Ubuntu é utilizado para enfatizar a necessidade da união e do consenso nas tomadas de decisão, assumindo-se uma ética humanista.